# Gare de Lalinde
Gare de Lalinde vasútállomás Franciaországban, Lalinde településen.

## Vasútvonalak
Az állomást az alábbi vasútvonalak érintik:
- Libourne-Buisson-vasútvonal

## Kapcsolódó állomások
A vasútállomáshoz az alábbi állomások vannak a legközelebb:
- Gare de Bergerac
- Gare de Mauzac